# Svalg

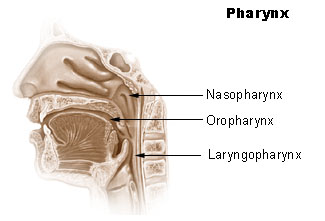
Svalget hos människan

Svalget (även farynx, lat. pharynx) är ett 12–15 cm långt och rörformigt organ som börjar vid skallbasen bakom näsan och sträcker sig ned till matstrupen och omger struphuvudet.
Svalget kan indelas i tre delar: nässvalget (nasofarynx eller epipharynx), munsvalget (orofarynx) och nedre delen av svalget, undre svalgrummet, som kallas hypofarynx eller laryngofarynx. Nässvalget är på insidan klätt med epitel och slemhinna, som är försedd med flimmerhår, och bakom näshålan finns svalgtonsillen (hör till den lymfatiska svalgringen) som skyddar luftvägarna mot bakterier. I svalgets mellersta och nedersta delar utgörs slemhinnan av flerskiktat epitel som skyddar mot mekaniska belastningar från födan i samband med sväljning.
En annan besläktad term som man kan stöta på är velofarynx. Det är en gemensam passage till systema respiratorii och canalis alimentarius, det går inte att andas och svälja samtidigt. Vid övergången mellan svalget och matstrupen finns en slutarmuskel, krikofaryngeusmuskeln, som vid kontraktion håller passagen till matstrupen stängd och slappnar av vid sväljning.
Svalget innerveras av kranialnerv X.